# 番字石刻
番字石刻，位于北京市密云县冯家峪镇（原“番字牌乡”并入）番字牌村北小孤山的阳面（即南侧）的岩壁上。

## 简介
刻工利用山石的不同平面，刻下了大小不等多处少数民族文字。石刻低处距地表1米左右，高处距地表不足2米。文字均为阴刻浮雕，字体工整端庄，刀法严格熟练。字句的中间和末尾还刻有奇特的小型刻字。除了小孤山上的石刻以外，番字牌村东山坡石壁上还有一个长90厘米、宽40厘米的大型番字，是由若干文字拼成的组字。
番字牌村的石刻长期无人能识，1987年经中国科学院民族研究所的专家们鉴定：石壁上的番字系北方少数民族的文字。石刻文字共分回纥式蒙古文、梵文、藏文三种。三种文字内容一致，均为佛教的“六字真言”，即“唵、嘛、呢、叭、咪、吽”。其中藏文4组、梵文1组、蒙文2组、梵藏合璧1组。每组文字最多3行，最少1行，行数较多的是“六字真言”的重复刻写。六字真言的藏文石刻在藏传佛教区非常常见，但在北京地区仅此一处。而大型番字是由七个兰札体梵文字和新月、圆点、竖笔三图形组成，和北海白塔腹部眼光门所图案相同，均是藏传佛教流行区常见的“十相自在”图的一种画法，代表着功德圆满，吉祥如意。
对于石刻缘何在此出现，史籍没有任何记载。但元朝君臣从元大都（今北京）前往元上都（今內蒙古自治區多倫縣西）有多条线路，位于西线的居庸关雲台上有六体文字石刻，而番字石刻所在的番字牌乡正处在东线之上。此外《昌平山水记》有“命西僧（西藏僧人）于雾灵山作佛事一月”的记载，而番字牌乡也在前往雾灵山的路上，故研究者认为番字石刻应是为北上元上都的元朝君臣和前往雾灵山的僧侣保佑祈福而刻。而番字尾部伴随的小字解读后发现，指的是“三阴火兔年”和“军队造”，阴火兔为藏历年号，指元泰定帝在位时的1027年，故石刻应为此年在驻军的监督下完成。
番字石刻是研究中国北方少数民族历史、文化的重要物证。1983年被定为密云县文物保护单位，1990年2月被列入第四批北京市文物保护单位。2004年番字石刻被划定保护范围及建设控制地带，刻有“十相自在”的孤石石刻也划入保护石刻中。